# Christophe Fuhrmann
Pour les articles homonymes, voir Fuhrmann.
Christophe Fuhrmann est un footballeur français né à Yutz le 14 septembre 1965.

## Biographie
Fuhrmann commence sa carrière professionnelle en 1984 avec l'EA Guingamp. Durant 4 saisons, il portera les couleurs du club breton où il disputa 36 matchs de Ligue 2 et inscrivit 3 buts. En 1988, Christophe Fuhrmann rejoint le FC Lorient et partira 1 an plus tard à l'UCK Vannes pour y terminer sa carrière. 